# Bilbil ubogi
Bilbil ubogi (Pycnonotus goiavier) – gatunek małego ptaka z rodziny bilbili (Pycnonotidae). Występuje w Azji Południowo-Wschodniej – od Półwyspu Indochińskiego po Filipiny oraz Wielkie i Małe Wyspy Sundajskie.

## Podgatunki i zasięg występowania
Wyróżniono sześć podgatunków P. goiavier:
- P. goiavier jambu – południowa Mjanma do południowych Indochin;
- bilbil czarnokantarowy[4] (P. goiavier analis) – Półwysep Malajski, Sumatra i pobliskie wyspy, Jawa, Bali, Lombok i Sumbawa;
- P. goiavier gourdini – Borneo, Maratua i Karimunjawa;
- bilbil ubogi[4] (P. goiavier goiavier) – północne i północno-środkowe Filipiny;
- P. goiavier samarensis – środkowe Filipiny;
- P. goiavier suluensis – południowe Filipiny.

## Ekologia i zachowanie

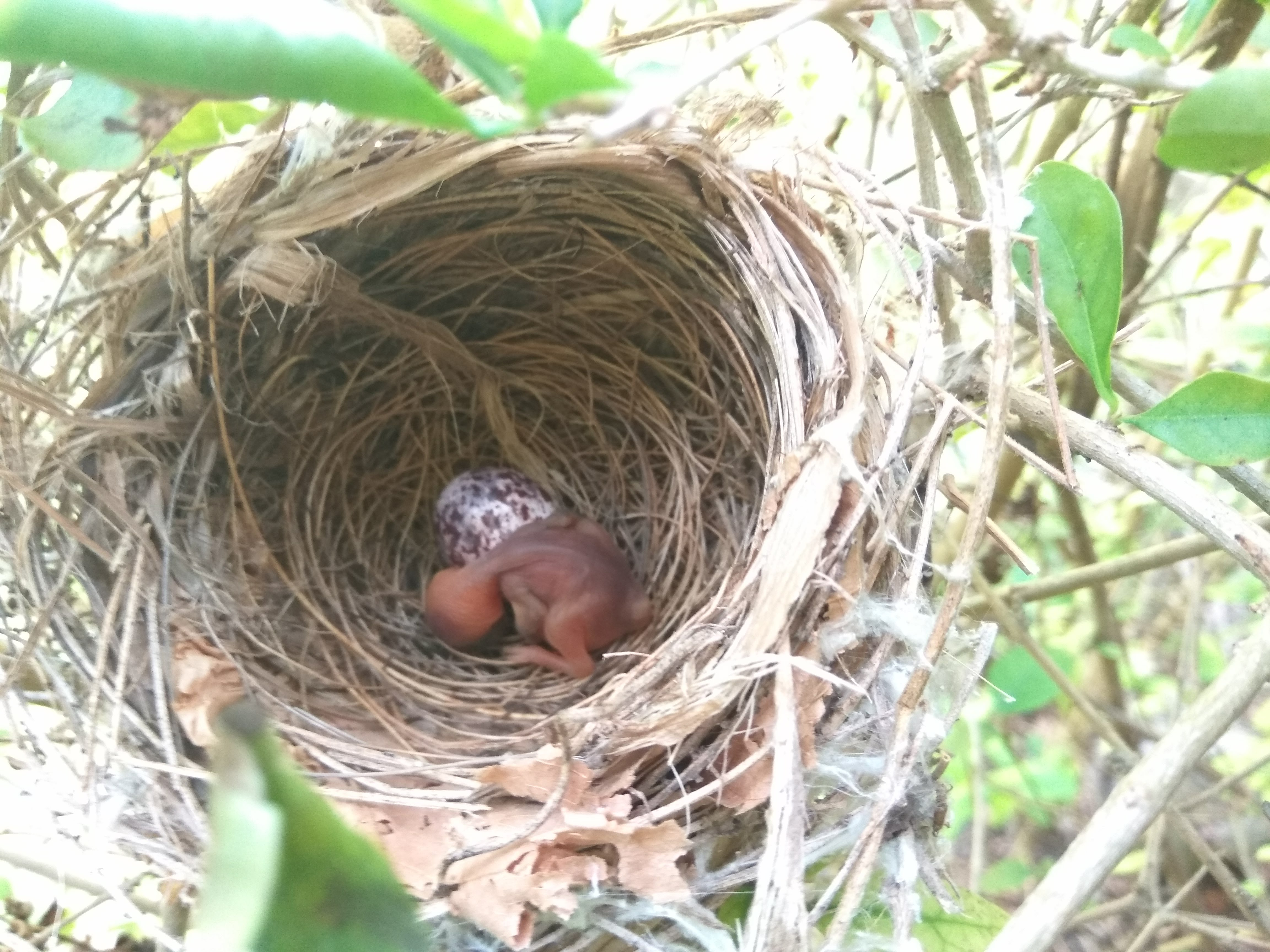
Gniazdo z jajem i pisklęciem

Zajmuje różnego rodzaju zarośla i pobrzeża lasu, nigdy nie zapuszczając się w jego głębię. Licznie obserwowany jest na wszelkiego rodzaju terenach uprawnych, szczególnie w ogrodach. Prowadzi wędrowny tryb życia, przenosząc się z miejsca na miejsce.
Bilbile te budują dobrze ukryte, niezbyt mocne głębokie gniazda, używając w tym celu liści, drobnych korzeni, trawy, łodyg winorośli i gałązek. Z zewnątrz gniazdo wygląda „poszarpane”, w środku ptak ściele je włóknami roślinnymi. Bilbil ten gniazduje w koronach krzewów i drzew.
Człowiekowi udaje się oswajać bilbila ubogiego, który gniazduje wtedy w ogrodach. Samica składa od dwóch do pięciu jaj od lutego do czerwca.
Bilbil ubogi żywi się owocami, nektarem, młodymi pędami i owadami.

## Status
Międzynarodowa Unia Ochrony Przyrody (IUCN) uznaje bilbila ubogiego za gatunek najmniejszej troski (LC – least concern) nieprzerwanie od 1988 roku. Liczebność populacji nie została oszacowana, aczkolwiek ptak ten opisywany jest jako pospolity, a na nizinach i średnich wysokościach w Borneo – bardzo liczny. Trend liczebności populacji uznaje się za wzrostowy.